# Carlos Omar Delgado
Carlos Omar Delgado Rodríguez (7 febbraio 1949 – 1º dicembre 2002) è stato un calciatore ecuadoriano, di ruolo portiere.

## Carriera

### Club
Ha sempre giocato nel campionato ecuadoriano.

### Nazionale
Con la maglia della Nazionale giocò 24 partite e prese parte a tre edizioni della Copa América.